# Ruta 202 (Chile)
La Ruta 202 es una Carretera Chilena que abarca la Región de Los Ríos en el Sur de Chile. La Ruta se inicia en Mariquina y finaliza en Valdivia. Gran parte de su trazado comprende el Proyecto Turístico Ruta Costera.
Entre los años 1986 y 2010, le fue asignado el rol 205, derogado el año 2010 mediante el Decreto MOP 120. Al igual que la actual Ruta 206, anteriormente fue parte del Camino Longitudinal, hasta la inauguración de la denominada "Variante Valdivia", que corresponde al trazado actual de la Ruta 5 Sur entre San José de La Mariquina y Paillaco, según se puede constatar en documentos de la época tales como las Cartas Camineras del MOP del año 1980.
Debido a su importancia funcional y logística, está previsto mejorar el estándar de esta ruta, convirtiéndola en autopista, como parte de la agenda de Concesiones del MOP.

## Áreas Geográficas y Urbanas
- kilómetro 0 Autopista de los Ríos kilómetro 790
- kilómetro 48 Comuna de Valdivia.

## Sectores de la Ruta
- Mariquina - Valdivia: Carretera Pavimentada.

## Enlaces (Cruces)
kilómetro 0: Ruta 5 Sur (Autopista Ruta de los Ríos) Kilómetro 790, Estación Mariquina Oriente 
kilómetro 2: San José de la Mariquina, Mehuín Dirección hacia Valdivia, Estación Mariquina Poniente.
kilómetro 3: San José de la Mariquina, Mehuín Dirección hacia Ruta 5
kilómetro 5: Asque
kilómetro 11: Linguento
kilómetro 13: Cudico Norte
kilómetro 14: Cudico Sur, Acceso Norte a Pelchuquín
kilómetro 15: Máfil por Formio
kilómetro 16: Acceso Sur a Pelchuquín
kilómetro 18: Aeropuerto Pichoy
kilómetro 21: Acceso Norte a Pufudi
kilómetro 22: Acceso Sur a Pufudi
kilómetro 23: Tralcao, Pichoy (Localidad)
kilómetro 27: Máfil por Cayumapu
kilómetro 29: Cayumapu (Pueblo)
kilómetro 30: Santa Elvira, Quitacalzón
kilómetro 36: Rebellín, Fábrica Chocolatería Entrelagos
kilómetro 37: CCU (Planta Valdivia)
kilómetro 41: Niebla (Valdivia), Las Marías, Los Molinos, Curiñanco
kilómetro 43: El Arenal Valdivia
kilómetro 44: Santa Elvira, Quitacalzón, Collico (Sector de Valdivia), Antilhue, Los Lagos, Villa Los Jazmines (Valdivia)
kilómetro 45: Acceso Norte a Valdivia